# Sympiesis acrobasidis
Sympiesis acrobasidis is een vliesvleugelig insect uit de familie Eulophidae. De wetenschappelijke naam is voor het eerst geldig gepubliceerd in 1970 door Miller.